# Belonging
Belonging från 1974 är ett musikalbum med Keith Jarretts ”European Quartet” med Jan Garbarek, Palle Danielsson och Jon Christensen. Belonging är kvartettens första album.

## Låtlista
All musik är skriven av Keith Jarrett.
1. Spiral Dance – 4:11
2. Blossom – 12:16
3. 'Long as You Know You're Living Yours – 6:14
4. Belonging – 2:16
5. The Windup – 8:27
6. Solstice – 13:13

## Medverkande
- Keith Jarrett – piano
- Jan Garbarek – tenor- och sopransax
- Palle Danielsson – bas
- Jon Christensen – trummor